# 米哈伊·平蒂利
米哈伊·平蒂利（羅馬尼亞語：Mihai Pintilii；1984年11月9日—）是一位羅馬尼亞足球運動員，在場上的位置是防守型中場。他於2010年開始效力於羅馬尼亞足球甲級聯賽球隊特爾古日烏彭杜歷體育會。